# خاتمة كتاب
خاتمة الكتاب عبارة عن قسم نهائي يتضمن الأفكار والمفاهيم الختامية للكتابة السابقة. والخاتمة تختم محتوى الكتاب أو البحث… وغيرها.